# Baudouin Deville
Baudouin Deville, né le 28 septembre 1956 à Liège, est un dessinateur de bande dessinée et illustrateur belge.

## Biographie
Baudouin Deville naît le 28 septembre 1956 à Liège. Après des humanités générales, il fait un graduat en gestion d'entreprises à l'École pratique des hautes études commerciales (EPHEC) puis, durant 3 ans, suit les cours de la section "Graphisme et Image" de l’Académie des beaux-arts de Saint-Gilles (Bruxelles) sous la direction d'Eddy Paape. En 1982, en cours du soir, il suit plusieurs formations graphiques et s’initie aux techniques publicitaires (layout, aérographe) au CAD-Bruxelles (Centre des Arts Décoratifs). Il a créé une société active dans le domaine du graphisme publicitaire Traits Graphic Design. Dans ce cadre, il a réalisé de nombreuses identités visuelles, illustrations, layouts et mises en page ainsi que le design de sites web pour des entreprises belges et étrangères.
En 1983, il signe avec la maison d’édition bruxelloise Bédéscope et publie une trilogie d’albums : L’Inconnu de la Tamise. Remarqué par les éditions Dargaud, il réalise avec la complicité du scénariste Alain Streng, deux albums sous le titre sériel Les Esclaves de la Torpeur.
En 2000, il enseigne en tant que maître de formation pratique au département Techniques infographiques à la Haute École Albert Jacquard.
En 2011, il publie aux éditions Paquet dans la collection « Carénage » dont il est directeur de collection Continental Circus retraçant la carrière de grands pilotes motos de légende des années 1960-1970 avec une préface du pilote Giacomo Agostini. Avant sa parution en librairie, la bande dessinée a été prépubliée dans plusieurs magazines européens (belges, français, anglais et suédois) et l’album reçoit le Grand Prix 2011 BD-Moto du Festival de Saint-Dié-des-Vosges. Passionné de motos et des seventies, il fait paraître les trois volumes de la trilogie Rider on the Storm aux éditions Paquet avec le scénariste Géro entre 2012 et 2015.
Mars 2018 voit la parution de l'album Sourire 58 sur un scénario de Patrick Weber aux éditions Anspach,. Cet important album de 64 pages constitue l'album officiel du 60e anniversaire de la construction de l'Atomium (1958-2018) et rend également un hommage à l'Exposition universelle de 1958. L'album suivant Léopoldville 60, paru en 2019, constitue le tome 2 de cette nouvelle série. Bruxelles 43 constitue le tome 3 de la série et est paru en 2020. Cet opus est suivi par le quatrième tome de cette série : Innovation 67, publié en novembre 2021,. Berlin 61 constitue le cinquième tome.
En 2022, il dessine le roman graphique Coq sur Mer 1933, scénarisé par Rudi Miel aux éditions Anspach.
En novembre 2024, il dessine le sixième tome des aventures de Kathleen intitulé : Maison du Peuple 65 qui retrace le scandale de la démolition de la Maison du Peuple, chef-d'œuvre de l'Art nouveau de Victor Horta,,.
Baudouin Deville se réclame de la tradition de la bande dessinée franco-belge classique. On considère généralement que son graphisme traditionnel est représentatif du style ligne claire. Il s’inspire grandement des maîtres classiques Hergé, Edgar P. Jacobs et Martin,.

## Œuvres

### Albums de bande dessinée

#### L'Inconnu de la Tamise(1984-1987)
- 1. L'Inconnu de la Tamise, Bédéscope, Bruxelles, septembre 1984
Scénario, dessin et couleurs : Baudouin Deville[22]
- 2. Le Secret de Pachacutec, Bédéscope, Bruxelles, décembre 1985
Scénario et dessin : Baudouin Deville - Couleurs : Dominique De Hollogne
- 3. Atomium 58[23], Récréabull, Bruxelles, novembre 1986
Scénario et dessin : Baudouin Deville - Couleurs : Dominique De Hollogne -  (ISBN 2-87182-027-9)

#### Les Esclaves de la Torpeur(1988-1989)
- 1. Le Papillon crucifié[3], Dargaud Benelux, Bruxelles, janvier 1988
Scénario : Alain Streng - Dessin : Baudouin Deville - Couleurs : Kitte -  (ISBN 2871290296)
- 2. L’Exorcisme de Midi[3], Dargaud Benelux, Bruxelles, janvier 1989
Scénario : Alain Streng - Dessin : Baudouin Deville - Couleurs : Kitte -  (ISBN 2871290512)
- Continental Circus - Agostini, Hailwood, Read, Sheene, Saarinen et les autres (Éditions Paquet - 2010 - scénario et dessin Baudouin Deville)[24],[25],[26].

#### Rider on the Storm
- 1. Bruxelles[27],[28], Paquet, coll. « Carénage », Genève, 21 novembre 2012
Scénario : Géro - Dessin et couleurs : Baudouin Deville -  (ISBN 978-2-88890-508-0)
- 2. Londres[29], Paquet, coll. « Carénage », Genève, 26 mars 2014
Scénario : Géro - Dessin et couleurs : Baudouin Deville -  (ISBN 978-2-88890-623-0)
- 3. Rome[8],[30], Paquet, coll. « Carénage », Genève, 27 mai 2015
Scénario : Géro - Dessin et couleurs : Baudouin Deville -  (ISBN 978-2-88890-714-5)
- Int. Intégrale, Paquet, coll. « Carénage », Genève, 7 décembre 2016
Scénario : Géro - Dessin et couleurs : Baudouin Deville -  (ISBN 978-2-88890-782-4)

#### Les Aventures de Kathleen
- 1. Sourire 58[9],[10],[11], Éditions Anspach, Bruxelles, 21 février 2018
Scénario : Patrick Weber - Dessin et couleurs : Baudouin Deville -  (ISBN 978-2-9602104-0-8),Album officiel des 60 ans de l'Atomium.
- 2. Léopoldville 60[31],[12],[32], Éditions Anspach, Bruxelles, 10 octobre 2019
Scénario : Patrick Weber - Dessin : Baudouin Deville - Couleurs : Bérengère Marquebreucq -  (ISBN 978-2-9602104-6-0)
- 3. Bruxelles 43[33],[34],[35], Éditions Anspach, Bruxelles, 28 septembre 2020
Scénario : Patrick Weber - Dessin : Baudouin Deville - Couleurs : Bérengère Marquebreucq -  (ISBN 978-2-9602104-9-1)
- 4. Innovation 67[36],[37],[38], Éditions Anspach, Lasne, 12 novembre 2021
Scénario : Patrick Weber - Dessin : Baudouin Deville - Couleurs : Bérengère Marquebreucq -  (ISBN 978-2-931105-05-4)
- 5. Berlin 61[39],[40],[16], Éditions Anspach, Lasne, 3 novembre 2023
Scénario : Patrick Weber - Dessin : Baudouin Deville - Couleurs : Bérengère Marquebreucq -  (ISBN 9782931105191)
- 6. Maison du peuple 65[41],[42],[43],[44],[45], Éditions Anspach, Lasne, 8 novembre 2024
Scénario : Patrick Weber - Dessin : Baudouin Deville - Couleurs : Bérengère Marquebreucq -  (ISBN 978-2-931105-32-0)

### Expositions
- Sourire 58, Galerie Champaka, Bruxelles, du 13 avril au 12 mai 2018[52].
- Kathleen, de Bruxelles à Léopoldville[53],[54],[55], Centre d'Art de Rouge-Cloître à Auderghem du 2 avril au 15 mai 2022.

## Prix et récompenses
- 2020 :  prix du public décerné par le Festival Buc-en Bulles[53], Buc pour Bruxelles 43 ;
- 2021 : sélection officielle au Grand Prix Galon de la BD 2021[53], du ministère des Armées (France) pour Bruxelles 43 ;
- 2021 : sélection officielle de la 10e édition du Prix Landerneau BD[53] pour Innovation 67.

#### Livres
: document utilisé comme source pour la rédaction de cet article.
- Jacques Fiérain, « de Ville, Baudouin », dans La BD dans la province du Hainaut, Charleroi, Éd. l'Âge d'or, septembre 2006, 96 p., ill. ; 31 cm (ISBN 9782960046458 et 2960046455, OCLC 469651838, présentation en ligne), p. 52. .
- Philippe Mellot, Michel Denni, Laurent Turpin et Isabelle Morzadec, Trésors de la bande dessinée : BDM 2021-2022 - Catalogue encyclopédique et Argus, Paris, Les Arènes, novembre 2020, 22e éd., 1700 p., ill. ; 23 cm (ISBN 9791037502582, OCLC 1240308146, présentation en ligne), p. 284, 397, 558, 967, 1048. .

#### Articles
- Baudouin Deville (interviewé par Marc Paradis), « Baudouin Deville, créateur des séries Rider on the Storm et Continental Circus », motojournalweb.com,‎ 29 juin 2017 (lire en ligne, consulté le 3 août 2022).
- Baudouin Deville (interviewé par Pierre Burssens), « Entretien avec Baudouin Deville : "Pendant un an et demi, j’ai eu l’impression de me promener dans les allées de l’Exposition..." », Auracan,‎ 9 avril 2018 (lire en ligne, consulté le 19 avril 2023).
- Alexis Seny, « Innovation 67, une reconstitution de l’hors-norme : c’était au temps où Bruxelles brusselait, puis ce fut le brasier », Branchés Culture,‎ 5 décembre 2021 (lire en ligne, consulté le 3 août 2022).
- Pierre Burssens, « Innovation 67 Scénario : Patrick Weber Dessins : Baudouin Deville Couleurs : Bérengère Marquebreucq », Auracan,‎ 29 novembre 2021 (lire en ligne, consulté le 3 août 2022).
- Baudouin Deville (interviewé par Laurent Depré), « ”Au-delà de l'offre abondante de nouveautés, le milieu des auteurs de BD est en paupérisation constante !” », La DH Les Sports+,‎ 18 novembre 2023 (lire en ligne, consulté le 18 mars 2024).
- Baudoin Deville (interviewé par Didier Pasamonik), « Interviews : Baudoin Deville : Horta et la Maison du peuple, une enquête policière et architecturale [Podcast] », ActuaBD,‎ 23 décembre 2024 (lire en ligne, consulté le 24 décembre 2024).

### Émissions de radio
- Bérengère Marquebreucq et Baudouin Deville "Maison du peuple 65" (Anspach), émission Entre les cases présentée par Delphine Freyssinet sur Radio chrétienne francophone, (28 min 5 s), 20 décembre 2024.

### Vidéographie
- [vidéo] « Baudouin Deville loge Kathleen au Centre d'Art de Rouge-Cloître », sur YouTube, 24 avril 2022